# Anopoli
Anopoli (in greco antico: Ἀνώπολις?) era una polis dell'antica Grecia ubicata sulla costa meridionale dell'isola di Creta, a nord di Lutro, e appartenente all'odierno municipio di Sfakia.

## Storia
Stefano di Bisanzio segnala che Anopoli era un altro nome della città chiamata Araden, pertanto entrambi i toponimi potrebbero identificare la stessa città, o potrebbe anche essere dovuto al fatto di una certa confusione generata dalla vicinanza delle due città. Entrambe, Araden e Anopoli, sono elencate dal teorodoco di Delfi. Anopoli è anche documentata in un decreto di prossenia di Lappa del II secolo a.C.
Anopoli viene menzionata nella lista delle città cretesi che firmarono un'alleanza con Eumene II di Pergamo nel 183 a.C.
Non va confusa con la città chiamata Anopoli sita nella parte nord di Creta.